# Męcina
Męcina ist eine Ortschaft mit einem Schulzenamt der Landgemeinde Limanowa im Powiat Limanowski der Woiwodschaft Kleinpolen in Polen.

## Geographie
Der Ort liegt am Bach Smolnik, einem linken Zufluss des Dunajec, in den Inselbeskiden. Die Nachbarorte sind Pisarzowa im Westen, Ujanowice und Stańkowa im Norden, Kłodne und Krasne Potockie im Osten, sowie Kanina und Wysokie im Süden.

## Geschichte
In Męcina und Pisarzowa wurden Grabmäler der Lausitzer Kultur (1200 bis 400 v. Chr.) gefunden.
Der Ort wurde 1325/1326 als eine ziemlich große Pfarrei [Item Johannes, plebanus ecclesie de] Mantina im Peterspfennigregister im Dekanat Sącz des Bistums Krakau erstmals urkundlich erwähnt. Der besitzanzeigende Name ist vom Personennamen *Męta (vergleiche Mantko opidanum Czanstkochowic im Jahr 1426) abgeleitet.
Politisch und administrativ gehörte das private Dorf zum Königreich Polen (ab 1569 in der Adelsrepublik Polen-Litauen), Woiwodschaft Krakau, Kreis Sącz. In der Zeit der Reformation um das Jahr 1600 gehörte der niedere Teil des Dorfs (Męcina Niżna bzw. Dolna; Męcina Wyżna/Górna gehörte der Familie Marcinkowski) der Familie Krzesz. In der Mitte des 16. Jahrhunderts unter Sebastian Krzesz hörte die Zahlung des Zehnts auf, als er einen Teil des Grundbesitzes des Priesters an sich riss und den Priester wegen Nachlässigkeit anklagte. Nach einem gewonnenen Prozess im Gericht vertrieb Sebastian Krzesz den Priester und holte zwei arianische Priester, d. h. die Polnischen Brüder aus Wielogłowy herbei. 1605 kehrte der römisch-katholische Priester zurück. Der folgende Gutsherr, Jan Krzesz, hielt sich jedoch für einen Lutheraner bis zur Schwedischen Sintflut. Stanisław Krzesz änderte die Konfession auf römisch-katholisch und baute die neue Holzkirche im späten 17. Jahrhundert.

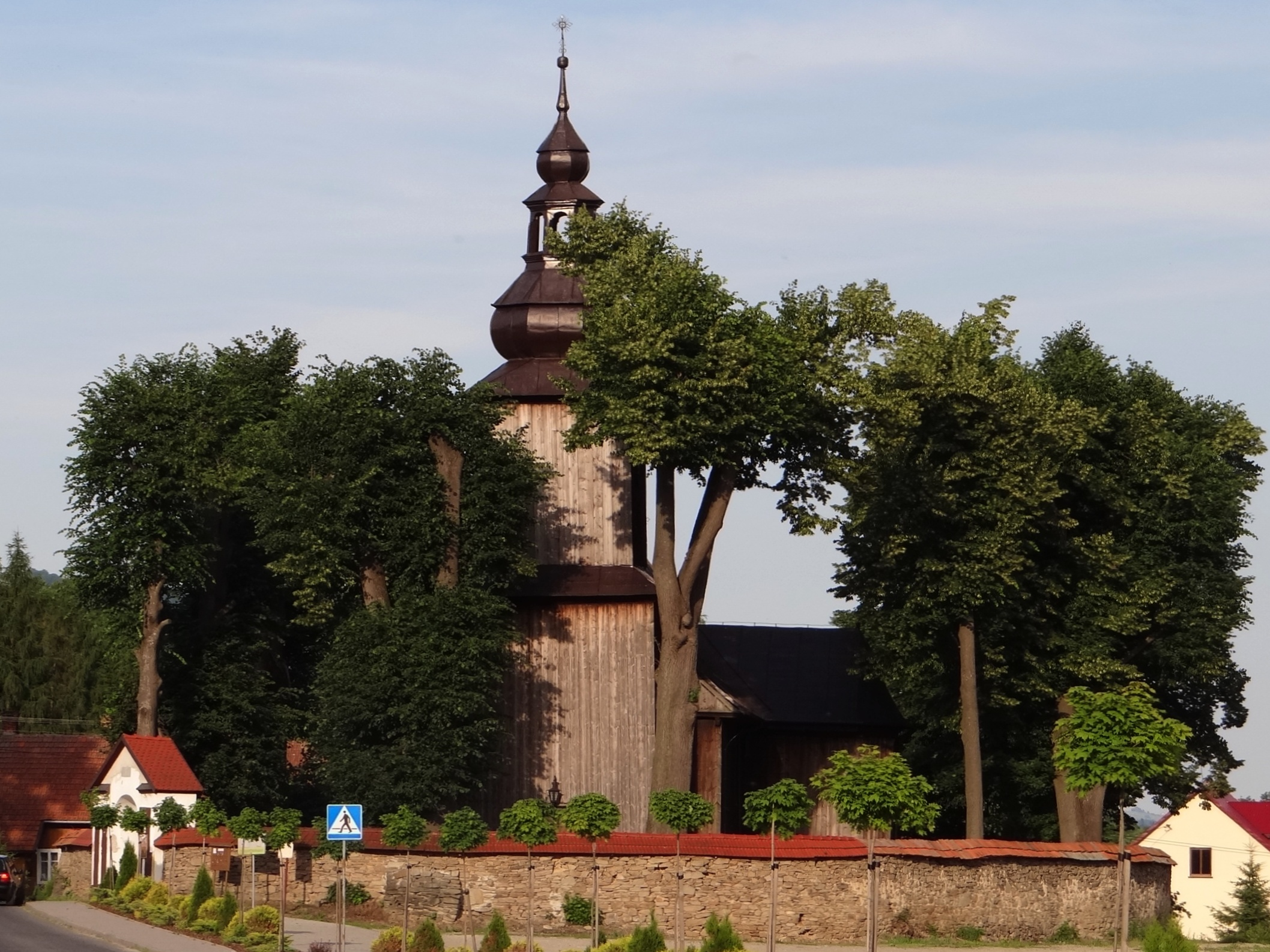
Holzkirche

Nach der Ersten Teilung Polens kam Męcina zum neuen Königreich Galizien und Lodomerien des habsburgischen Kaiserreichs (ab 1804).
Im Jahr 1884 erhielt Męcina einen Bahnhof an der Bahnstrecke Chabówka–Nowy Sącz der Galizischen Transversalbahn.
1918, nach dem Ende des Ersten Weltkriegs und dem Zusammenbruch der k.u.k. Monarchie, kam Męcina zu Polen. Unterbrochen wurde dies durch die Besetzung Polens durch die Wehrmacht im Zweiten Weltkrieg, während der es zum Distrikt Krakau im Generalgouvernement gehörte.
Von 1975 bis 1998 gehörte Męcina zur Woiwodschaft Nowy Sącz.

## Sehenswürdigkeiten
- Alte Holzkirche aus dem späten 17. Jahrhundert